# Enterocytozoon
 (novembre 2012).
Si vous disposez d'ouvrages ou d'articles de référence ou si vous connaissez des sites web de qualité traitant du thème abordé ici, merci de compléter l'article en donnant les références utiles à sa vérifiabilité et en les liant à la section « Notes et références ».
Genre
Enterocytozoon est un genre de champignon parasite de la classe des microsporidies, contenant 13 espèces infestant l'être humain, dont Enterocytozoon bieneusi et Enterocytozoon intestinalis. Le genre Enterocytozoon et l'espèce Enterocytozoon bieneusi ont été décrits simultanément par Isabelle Desportes et collaborateurs en 1985 .
Ce sont des spores entourés d'un noyau et d'un polaroblaste qui a pour rôle d'injecter le matériel nucléaire du parasite à la cellule à infester. La spore est une forme de résistance et de dissémination. 
Les Enterocytozoon sont mal connus et leur géolocalisation mal définie. On pense actuellement qu'ils sont cosmopolites à prédominance tropicale et dans les pays sous développés avec des normes d’hygiène insuffisantes. La contamination est liée au péril fécal, voire interhumaine par contamination féco-orale.

## Mode d'action
Les Enterocytozoon infestent la cellule en y injectant leur matériel nucléaire puis s'ensuit une phase dite de schizogonie (phase asexuée) puis une phase sexuée (sporogonie) aboutissant à la formation de spores de 1 a 3 µm. Ces spores sont éliminés par les selles ou les urines et peuvent ainsi se disséminer à nouveau : c'est le cycle parasitaire d'enterocytozoon.
Les infestions par enterocytozoon entrainent des troubles hydro électriques, des diarrhées aiguës et des selles riche en lipides.
La forme intestinalis se dissémine fréquemment dans l'organisme avec atteinte rénale et pulmonaire, entraînant entre autres des pneumonies.
Le diagnostic se fait en recherchant des spores dans les selles par fluorescence qui va colorer la paroi des spores ou par coloration au trichrome qui donnera le même résultat que la coloration des cryptosporidium au Ziehl-Neelsen à froid à savoir coloration des spores en rose sur fond vert.
Le traitement se fait par albendazole et fumagilline ; chez les immuno-déprimés sans traitement approprié la pathologie peut aboutir à la mort.